# Переулок 800-летия Москвы
Переу́лок 800-ле́тия Москвы́ — улица в Северном административном округе города Москвы на территории Бескудниковского района.

## Расположение
Расположен между Дмитровским шоссе и Бескудниковским бульваром, параллельно улице 800-летия Москвы. К этому переулку не относится ни один жилой дом или административное здание.

## Происхождение названия
Назван в 1995 году по соседней улице 800-летия Москвы.

## Транспорт
На самом переулке остановки общественного транспорта отсутствуют.
У западного конца переулка, на Бескудниковском бульваре, находятся остановки «Улица Софьи Ковалевской». На них останавливаются автобусные маршруты № м40, 92, 114, 154, 167, 206к, 748, 799, 857.
У восточного конца переулка, на Дмитровском шоссе, находится остановка «Улица 800-летия Москвы». На ней останавливаются автобусные маршруты № т36, т78, 63, 179, 563, 763, 994.
7 сентября 2023 года в непосредственной близости от переулка открылась станция метро «Яхромская» Люблинско-Дмитровской линии.